# Разие-хатун
Разие-хатун (тур. Raziye Hatun, осман. راضیه خاتون‎; ум. 26 июня 1597; псевдоним Айше) — приближённая османского султана Мурада III.

## Биография
Разие-хатун начинала карьеру при султане Мураде, когда тот ещё был шехзаде и санджак-беем Манисы. Она завоевала расположение его матери Нурбану-султан в Манисе, где она сопровождала его.
Разие-хатун покровительствовала дервишу албанского происхождения по имени Шейх Шюджа как искусному толкователю снов. Он был связан с последователями Умми Синана и работал садовником при дворе шехзаде Мурада. Благодаря Разие-хатун Мурад также привязался к нему как к одному из своих приверженцев.
Когда Мурад взошёл на престол в 1574 году, он назначил Разие-хатун на должность калфы, ответственной за финансовые дела (vekilharc) гарема султана. Она вместе с Джанфедой-хатун, управляющей султанским гаремом (кетхюда-хатун) султана, и поэтессой Хубби-хатун, по-видимому, были очень могущественными и влиятельными женщинами во время правления Мурада III.
В течение некоторого времени Разие-хатун также находилась под покровительством матери одного из сыновей султана Мехмеда III, принца Селима (умер в 1597 году); она представила девушку султану, и по этой причине мать принца относилась к Разие-хатун как к своему родителю.

## Личная жизнь
Сначала Разие-хатун вышла замуж за Бекира-агу. У неё было два сына: один — Мустафа-паша, правитель Эрзурумского эялета, а другой занимал важное положение среди эмиров Египта. У неё также было две дочери: одна, славившаяся своей красотой, вышла замуж за Мехмеда-эфенди, также известного как Мухиддин, который был кади в Бурсе, Стамбуле, а затем был назначен кадиаскером Анатолии, позднее он был кади в Египте и кадиаскером Румелии. Другая же вышла замуж за агу, который благодаря Разие-хатун тут же получил важный пост в Каире.
В период 1596—1601 годов дочь Разие-хатун, славившаяся своей красотой, играла очень важную роль в гареме. Она должна была писать и читать письма для Сафие, а султан с удовольствием играл с ней в шахматы. Она потеряла своё место при дворе только во время мартовских беспорядков 1601 года вместе с самыми важными сторонниками Сафие.
Разие-хатун и её дочь не жили в гареме султана. Она владела собственным дворцом в Бешикташе. У неё также была кахья, женщина с Кипра, которая была порабощена, когда венецианцы уступили остров османам.
Её вторым мужем был Яхья, который воспользовался связями своей жены при дворе султана. Он снискал благосклонность у валиде-султан Сафие и был лично принят султаном Мехмедом III. Яхья был назначен судьей Мекки, а в 1597 году главным судьей азиатских и африканских провинций, и в том же году главным судьей европейских провинций, заменив на этом месте Дамада Мехмеда-эфенди.

## Смерть
Разие-хатун умерла 26 июня 1597 года и была погребена в Арабской мечети (Стамбул).